# Las tumbas
Las tumbas é um filme de drama argentino de 1991 dirigido por Javier Torre.
Foi selecionado como representante da Argentina à edição do Oscar 1992, organizada pela Academia de Artes e Ciências Cinematográficas.

## Elenco
- Norma Aleandro - Maria
- Federico Luppi - Espiga
- Jorge Mayor - La Gaita
- Isabel Quinteros - Rosita
- Lidia Catalano - Sara
- Sara Benítez - Gaucha
- Miguel Dedovich - Padre Roque
- Pompeyo Audivert - Remolacha